# Harry Martens
Henri (Harry) Joseph Martens (Houthalen, 29 april 1945) is een Belgisch scheikundige en emeritus hoogleraar. Van 1988 tot 2004 was hij rector van het Limburgs Universitair Centrum (LUC), de voorloper van de Universiteit Hasselt.

## Levensloop

### Academische carrière
Harry Martens ging naar het Sint-Jan Berchmansinstituut in Zonhoven en studeerde scheikunde aan de Katholieke Universiteit Leuven, waar hij in 1972 zijn doctoraat behaalde. Vanaf 1975 was hij werkzaam aan het Limburgs Universitair Centrum (LUC), waar hij in 1988 Louis Verhaegen opvolgde als rector. In 2004 werd hij als rector door Luc De Schepper opgevolgd. In 2003 was hij ook korte periode de eerste voorzitter van de Associatie Universiteit-Hogescholen Limburg.
In 2010 ging Martens op emeritaat aan de Universiteit Hasselt, de opvolger van het LUC. Hierna was hij nog voorzitter van het Opleidingsbestuur Rechten (KU Leuven, Universiteit Hasselt en Universiteit Maastricht).
Van 2004 tot 2009 was Martens voorzitter van de Raad Hoger Onderwijs van de Vlaamse Onderwijsraad (VLOR), van maart 2013 tot maart 2018 was hij algemeen voorzitter van de VLOR en van 2010 tot 2018 was hij voorzitter van de Vlaamse Instelling voor Technologisch Onderzoek (VITO).

### Onderscheidingen
In 2004 werd uittredend LUC-rector Martens ereburger van de provincie Limburg.
In 2018 ontving hij een Groot Ereteken van de Vlaamse Gemeenschap.